# Krisslesläktet
Krisslesläktet (Inula) är ett släkte i familjen korgblommiga växter med cirka 100 arter från gamla världen. Polysackariden inulin, som även förekommer i vissa andra växtsläkten är uppkallad  efter släktets vetenskapliga namn.

## Bildgalleri

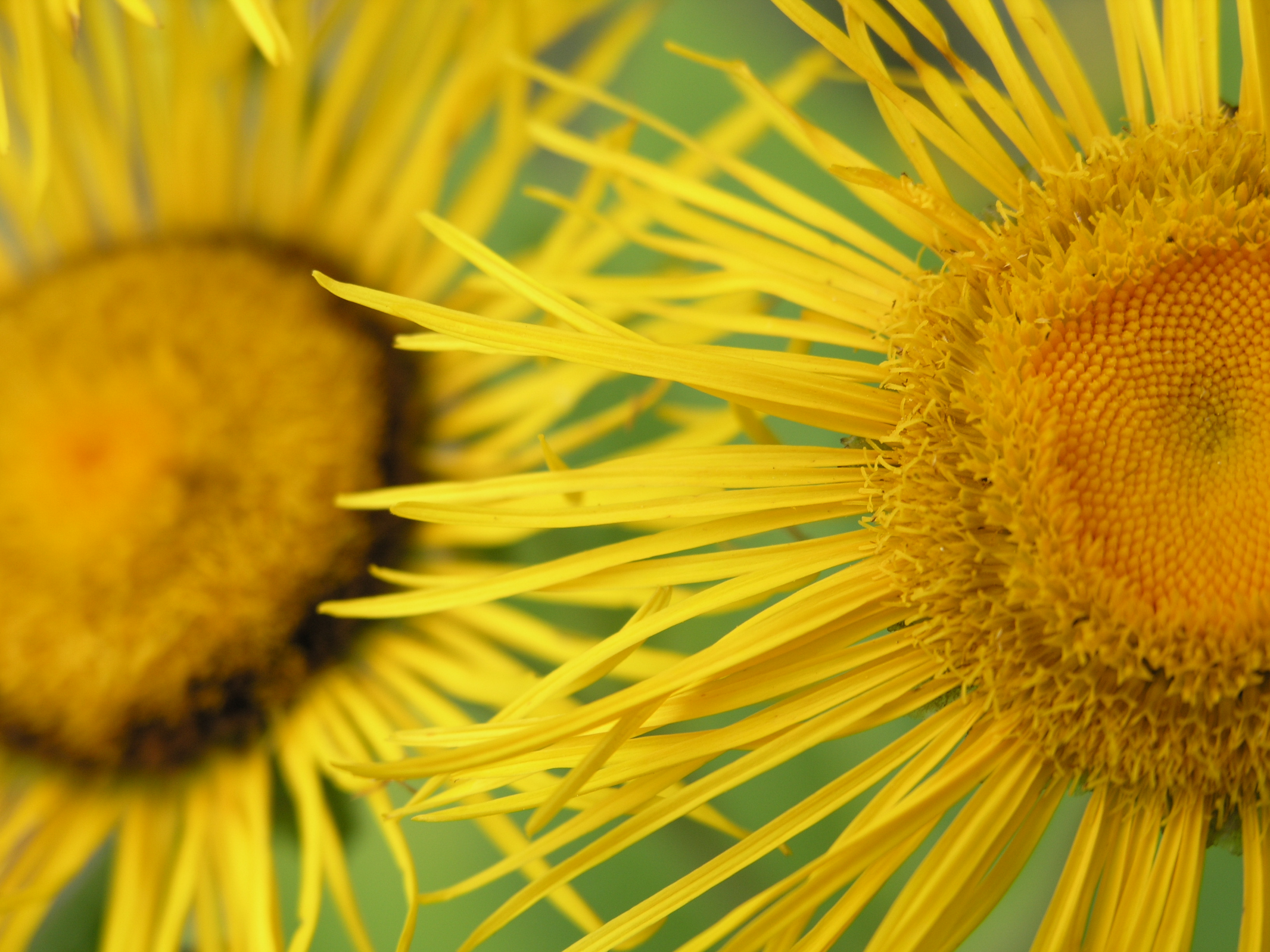
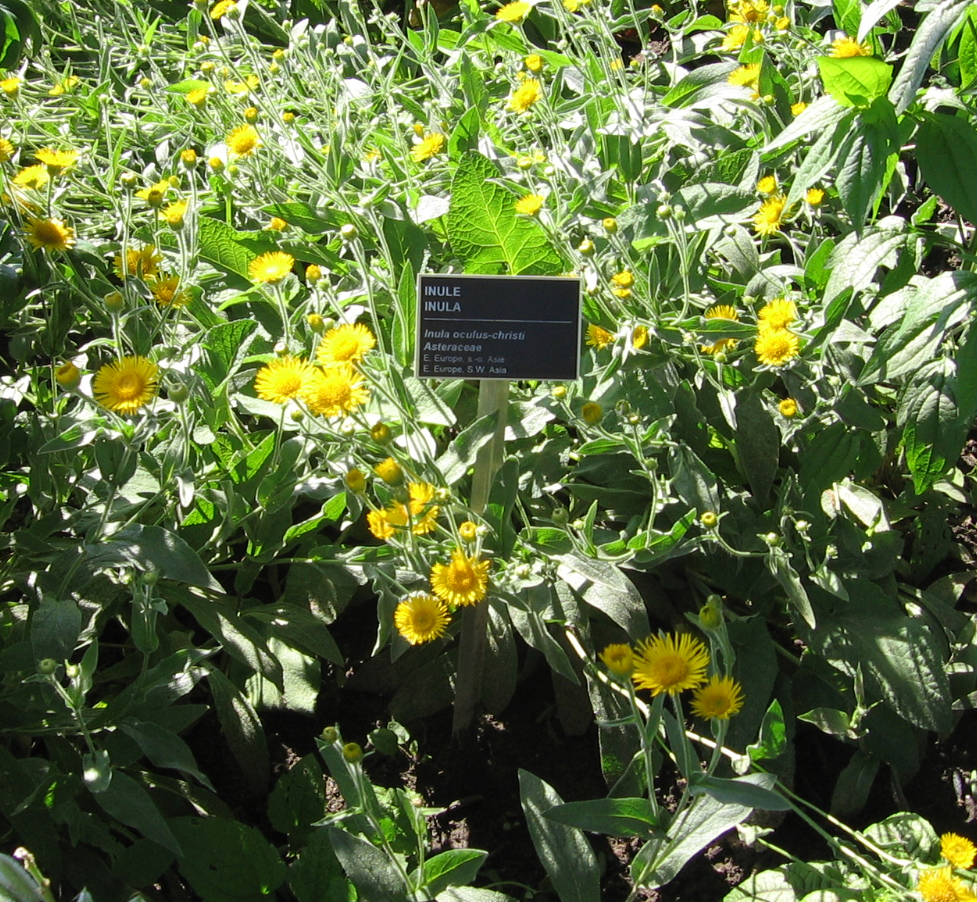
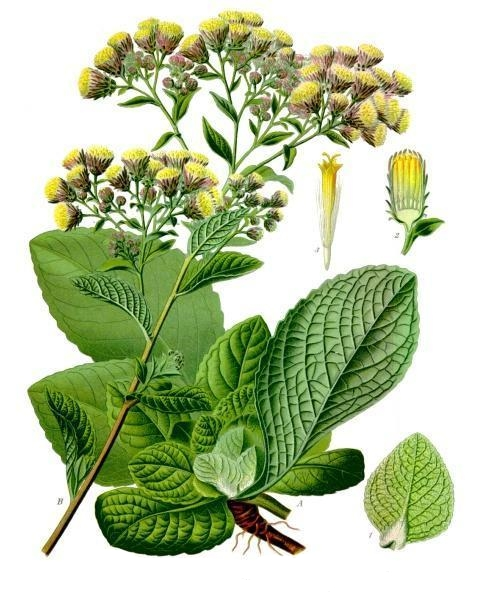

## Dottertaxa till Krisslor, i alfabetisk ordning[1]
- Inula acaulis
- Inula acuminata
- Inula angustifolia
- Inula arbuscula
- Inula aschersoniana
- Inula aspera
- Inula aucheriana
- Inula auriculata
- Inula bifrons
- Inula britannica
- Inula candida
- Inula cappa
- Inula caspica
- Inula ciliaris
- Inula clarkei
- Inula confertiflora
- Inula conyza
- Inula crithmifolia
- Inula cuanzensis
- Inula cuspidata
- Inula decurrens
- Inula eminii
- Inula engleriana
- Inula ensifolia
- Inula eriophora
- Inula eupatorioides
- Inula falconeri
- Inula forrestii
- Inula germanica
- Inula gimbundensis
- Inula glauca
- Inula glomerata
- Inula gossweileri
- Inula grombczewskii
- Inula helenioides
- Inula helenium
- Inula helianthusaquatilis
- Inula helvetica
- Inula hendersoniae
- Inula heterolepis
- Inula hirta
- Inula hissarica
- Inula hookeri
- Inula huillensis
- Inula hupehensis
- Inula inuloides
- Inula japonica
- Inula kalapani
- Inula klingii
- Inula langeana
- Inula limosa
- Inula linariifolia
- Inula macrolepis
- Inula macrosperma
- Inula magnifica
- Inula maletii
- Inula mannii
- Inula mariae
- Inula methanaea
- Inula mildbraedii
- Inula montana
- Inula montbretiana
- Inula multicaulis
- Inula nervosa
- Inula obtusifolia
- Inula oculus-christi
- Inula oligocephala
- Inula oxylepis
- Inula paludosa
- Inula paniculata
- Inula parnassica
- Inula peacockiana
- Inula perrieri
- Inula poggeana
- Inula pseudolimonella
- Inula pterocaula
- Inula racemosa
- Inula rhizocephala
- Inula rhizocephaloides
- Inula robynsii
- Inula rotundifolia
- Inula royleana
- Inula rubricaulis
- Inula rungwensis
- Inula sabuletorum
- Inula salicifolia
- Inula salicina
- Inula salsoloides
- Inula schischkinii
- Inula schmalhausenii
- Inula sericeo-villosa
- Inula sericophylla
- Inula serratuloides
- Inula shirensis
- Inula simonsii
- Inula somalensis
- Inula speciosa
- Inula spiraeifolia
- Inula stenocalathia
- Inula stolzii
- Inula stuhlmannii
- Inula subscaposa
- Inula thapsoides
- Inula urumoffii
- Inula welwitschii
- Inula verbascifolia
- Inula vernonioides
- Inula verrucosa
- Inula viscidula
- Inula wissmanniana